# Batalla de Dirraquio
La batalla de Dirraquio (en latín, Dyrrhachium o Dyrrachium) tuvo lugar el 10 de julio de 48 a. C. durante la segunda guerra civil de la República romana. En esta batalla se enfrentaron Julio César y Cneo Pompeyo Magno en las afueras de la ciudad de Dirraquio, actual Durrës, en Albania. Pompeyo derrotó a César pero no supo aprovechar la oportunidad de aniquilarlo. César logró huir y el 9 de agosto del mismo año le derrotó completamente en la batalla de Farsalia.

## Antecedentes
Cuando Julio César concretó la conquista final de las Galias, el poder político del mundo romano estaba variando rápidamente, el Senado romano y el pueblo tenían un poder solo nominal, pues este descansaba efectivamente en las manos de Pompeyo y César. Pompeyo pertenecía a la facción conservadora llamada de los Optimates y César a la facción denominada Populares. Ninguno de los dos deseaba la guerra, pero las circunstancias y los hechos se dieron de tal forma que la hicieron inevitable. En tales circunstancias el Senado prefirió apoyar a Pompeyo.
En el año 50 a. C. César se encontraba en las Galias, región que había pacificado y convertido en provincia romana, y esperaba ser elegido cónsul en julio del año siguiente. Para impedir que sus enemigos le hicieran cualquier cargo, planificó mantenerse en el mando hasta la fecha de la elección y luego pediría el mando de la guerra contra los partos. El Senado romano, que se había inclinado por Pompeyo, le manifestó que no podía presentar su postulación a cónsul mientras mantuviera su mando militar. César contestó que estaba dispuesto a entregar el mando si Pompeyo hacía lo mismo, a lo que Pompeyo se negó. Entonces el Senado declaró que Roma estaba en peligro y el 7 de enero del 49 a. C. llamó a los ciudadanos a las armas.
César reunió a una de sus legiones, la Legión XIII Gemina y les explicó la situación preguntándoles si estaban dispuestos a enfrentarse a Roma con lo que eso les significaría. Los legionarios no sólo le respondieron que le seguirían donde él los mandara, sino que, además, le entregaron sus ahorros cuando les dijo que en ese momento no tenía dinero con que pagarles. El 10 de enero César, al mando de esta legión, cruzó el río Rubicón, riachuelo que marcaba el límite entre la provincia de la Galia Cisalpina y la Italia romana. La ley prohibía a cualquier general cruzarla con un ejército. Este fue el primer acto de la guerra civil.
César, al día siguiente de cruzar el Rubicón, se apoderó por sorpresa de Rímini, ciudad en la que se encontraba Marco Antonio. Aquí, con su rapidez habitual, le ordenó a Antonio que con cinco cohortes atravesara los Apeninos y tomara la ciudad de Arezzo, mientras él con otras cinco cohortes ocupaba en forma sucesiva Pésaro, Fano y Ancona. La idea de César era tener mejores condiciones para negociar la paz que pensaba proponer al Senado de Roma.
El 14, 15 y 16 de enero llegaron a Roma las noticias de las sucesivas ocupaciones de las ciudades de la costa adriática y de Arezzo, lo que difundió el pánico en el mundo político romano. Pompeyo planificó y realizó las siguientes acciones: abandonar Roma dirigiéndose a Capua, deberían salir con él los cónsules y el Senado, y llevar con ellos el tesoro. Se castigaría a las ciudades que abrieran las puertas a César y se consideraría como enemigo a todo senador que no saliera de Roma. En el apuro por la evacuación no alcanzaron a llevarse el tesoro. La idea de Pompeyo era concentrar sus tropas en Canosa y Brindisi para salir de Italia. En San Farino se encontraba el nuevo gobernador de la Galia Transalpina, Lucio Domicio Enobarbo, al que le ordenó que marchara hacia el sur con sus hombres, pero este permaneció en su lugar.
César sufrió una gran contrariedad cuando supo lo acontecido en Roma, pues él no pensaba marchar sobre Roma, sino que deseaba negociar la paz con el Senado, pero ahora este estaba disperso. El 1 de febrero avanzó hacia Osimo, donde derrotó a Publio Atio Varo que reclutaba soldados para Pompeyo.
El 13 de febrero cruzó el río Pescara y sitió Corfinium, que se le rindió el 19 del mismo mes, y sin perder un minuto se dirigió a Brindisi, donde Pompeyo había concentrado el grueso de su fuerza. El 20 Pompeyo trasladó la mitad de su ejército al otro lado del Adriático, a Dirraquio, y el 1 de marzo al resto, luego de haber rechazado una oferta de negociaciones que le hizo César al llegar a Brindisi ese mismo día.

## Campaña político-militar
Pompeyo, al dejar Italia, había dividido sus fuerzas en dos grandes grupos: uno en el Epiro y el otro en Hispania, pero contaba con el dominio del mar, de modo que se sentía seguro. César estimó que lo primero que tenía que hacer, antes de atacar a Pompeyo, era asegurar su retaguardia y el abastecimiento de Italia, por lo que decidió trasladarse a Hispania, donde se encontraba el grueso de la fuerza de Pompeyo. Además, para asegurar las vías de abastecimiento de Italia, envió legiones a Sicilia y a Cerdeña para proteger las reservas de trigo y finalmente ordenó que nueve de sus mejores legiones de la Galia más 6.000 jinetes se concentraran en las cercanías de Marsella.
César se dirigió primero a Roma, adonde llegó el 29 de marzo. Allí designó a Marco Antonio como jefe de sus fuerzas en Italia y junto con eso se apoderó del tesoro de Roma. Además aprobó varias leyes para evitar la anarquía en que estaba la ciudad, y el 5 de abril partió a Marsella. Envió cinco legiones y los 6.000 jinetes a España y puso sitio a Marsella, dejando a Décimo Bruto y a Cayo Trebonio encargados del sitio, y él con 900 jinetes atravesó los Pirineos y se reunió con su ejército en Lérida, donde se encontraba la fuerza de Pompeyo al mando de Afranio. César le derrotó completamente, pero trató a los vencidos magnánimamente. De allí regresó a Marsella, forzó su rendición y de nuevo fue clemente con los derrotados.
En Marsella recibió la información de que había sido nombrado dictador (en el sentido romano del término), por lo que partió a Roma. Allí dictó una serie de leyes, entre ellas la de la situación entre deudores y acreedores, llamó a varios exiliados y garantizó la plena ciudadanía romana a todos los habitantes nacidos libres en la Galia Cisalpina. Desempeñó su cargo de dictador solo durante once días, renunció y se dirigió a Brindisi sin esperar a que el Senado le designara cónsul. La actuación de César en este corto período de tiempo es considerada la campaña política-militar más asombrosa de toda la historia romana.

## Movimientos previos
Aunque en Hispania César había dado un durísimo golpe al prestigio y poder de Pompeyo, este aún era dueño de la parte oriental del Imperio. Contaba con más de 300 naves con las que dominaba el mar; su ejército crecía diariamente. Tenía nueve legiones con 36.000 hombres, 7.000 jinetes, 3.000 arqueros y 1.200 honderos, y Metelo Escipión estaba en camino desde Siria con dos legiones más. Su base de Dirraquio estaba a solo un día de viaje de Italia.
César comprendió que la clave era tomar la base de Dirraquio (Durrës); lo podía realizar por tierra a través de Iliria o directamente por mar. Por tierra resultaría muy largo y por mar muy peligroso. César escogió la más peligrosa, pero más rápida.
Cuando César hubo reunido doce legiones en Brindisi, no quiso esperar más y embarcó en los transportes disponibles el máximo de soldados, siete legiones, sin cargamento de trigo, ni esclavos ni animales. Eran unos 20.000 hombres y 600 jinetes. El resto lo dejó al mando de Marco Antonio esperando el regreso de los transportes para trasladarlos.
Zarpó el 4 de enero de 48 a. C. y al día siguiente desembarcó en Palaeste, actual Palasë, puerto ubicado 150 kilómetros al sur de Dirraquio. Inmediatamente envió un embajador donde Pompeyo con una propuesta de paz y él avanzó hacia el norte. El almirante pompeyano Marco Bíbulo, alerta ahora, destruyó 30 naves de transporte que volvían a Brindisi.
Pompeyo no se imaginó que César intentaría una maniobra así en pleno invierno, por lo que la noticia del desembarco le encontró en camino a Macedonia, donde pensaba reclutar tropas. Regresó a Dirraquio a marchas forzadas, entrando en ella muy poco antes de que llegara César. Después montó su campamento en la orilla norte del río Semani, en la localidad de Kuci, frente al de César que estaba en la ribera sur.
Marco Antonio finalmente se decidió a emprender el traslado de cuatro legiones y 800 jinetes que estaban en Brindisi. A fines de febrero zarpó siguiendo la costa donde se encontraba César, pero sus naves recalaron al norte de Dirraquio por un fuerte viento del suroeste que tuvieron durante la travesía. Antonio envió los transportes de regreso a Brindisi para completar el traslado. Pompeyo, en cuanto supo de este desembarco, levantó su campamento y marchó hacia el norte para sorprender a Marco Antonio. César también se desplazó hacia el noreste en dirección a Tirana y avisó a Antonio la maniobra de Pompeyo. Las fuerzas de César y Marco Antonio se reunieron en Scampi.
Tras el fracaso de impedir la unión de las fuerzas enemigas, Pompeyo retrocedió a Asparagium, localidad cercana a Rozina, y César decidió ampliar su zona de operaciones, para lo cual envió a Cneo Domicio Calvino con dos legiones y 500 jinetes a Macedonia para enfrentarse a Metelo Escipión que avanzaba desde Salónica a reunirse con Pompeyo. Luego mandó una legión más cinco cohortes y 200 jinetes a Tesalia y Etolia para procurar el abastecimiento de cereales para su ejército. Pocos días después de la partida de estos destacamentos, César tuvo conocimiento de un grave desastre.
El hijo mayor de Pompeyo, Cneo, mandaba una flota de naves egipcias y con ella había capturado sus naves en la base naval de Oricus y luego había navegado hasta la base donde Antonio había dejado los transportes, a los que había incendiado. De esta manera César vio destruida toda su flota en Grecia, quedando sin ningún buque para comunicarse con Italia.
César, ante esta situación, decidió dar la batalla a su adversario. Descendió hasta Asparagium y dispuso su ejército en orden de batalla frente al campamento de Pompeyo, pero este rehusó el combate. Entonces César se dirigió hacia Dirraquio para aislar a Pompeyo de su base.

## La batalla
César acampó su ejército, compuesto por 22.000 hombres, en unos cerros a pocos kilómetros al este de Dirraquio, desde donde podía ver la vanguardia de Pompeyo. Al comprobar que estaba aislado de su base, Pompeyo tomó posición inmediatamente al sur del lugar en que se encontraba César, quedando separados por un torrente.
César hizo construir un muro de 22 kilómetros de largo alrededor de la posición en que se hallaba Pompeyo, quien, a su vez, había construido defensas de 12 kilómetros de largo y a un kilómetro y medio de la costa. Pompeyo tuvo dudas entre invadir Italia o atacar a César, decidiéndose por esta última opción, porque la primera significaba perder su base de Dirraquio donde tenía almacenados los aprovisionamientos y las máquinas de guerra.
Pompeyo atacó el centro del muro de circunvalación de César, pero este resistió obligándole a retirarse. Pompeyo, con la información de unos desertores del bando de César, planificó efectuar un ataque combinado por tierra y por mar contra el ala izquierda de César. Esta iba a ser atacada simultáneamente por el frente, por el costado y por la retaguardia.
El 9 de julio por la noche se inició el ataque combinado contra el punto débil revelado por los desertores, lo que le permitió a Pompeyo sorprender a las dos cohortes de guardia en ese sector, cuyos soldados, presas de pánico, huyeron hacia el interior, impidiendo el avance de los refuerzos. César logró llegar hasta el lugar y rechazó a las fuerzas de Pompeyo, pero este desplegó su caballería e hizo huir a las tropas de César, que optó por ordenar la retirada. Afortunadamente para César, Pompeyo creyó que la retirada era una trampa que le tendía César y por eso no le persiguió.
La mañana del día 11, César llegó a su antiguo campamento de Asparagio y el 14 de julio a Apolonia.